# Ньето, Пепон
Хо́се Анто́нио Нье́то Са́нчес (исп. Jose Antonio Nieto Sánchez; 20 февраля 1967, Эстепона) — испанский актёр кино и телевидения. Обладатель нескольких кинематографических наград: лучшего актёра Тулузского фестиваля, премии Антониты Коломе Андалусской ассоциации писателей кинематографа, премия Союза актёров и театральной премии Эрсиллы.
Пепо́н Ньето впервые появился на телевизионных экранах в одном из эпизодов «Дежурной аптеки» на канале Antena 3. Впоследствии был занят во многих телевизионных сериалах на различных каналах испанского телевидения, в том числе в «Танцах под звёздами» и «Людях Пако».

## Фильмография
- Считанные дни / Días contados (1994)
- Luismi (1995)
- La boutique del llanto (1995)
- Morirás en Chafarinas (1995)
- Больше, чем любовь / Más que amor, frenesí (1996)
- Asuntos internos (1996)
- Удача / Suerte (1997)
- Извини, красотка, но Лукас любит меня / Perdona bonita, pero Lucas me quería a mí (1997)
- Время счастья / El tiempo de la felicidad (1997)
- Вещи, которые я оставил в Гаване / Cosas que dejé en La Habana (1997)
- Allanamiento de morada (1998)
- Крик в небе / El grito en el cielo (1998)
- Варварские годы / Los años bárbaros (1998)
- Pepe Guindo (1999)
- Llombai (2000)
- Hombres felices (2001)
- Зелёный марш / La marcha verde (2002)
- Болгарские любовники / Los novios búlgaros (2003)
- Чилаут / ¡Descongélate! (2003)
- Уже вчера / Un día sin fin (2004)
- Vecinos invasores (2006, voz)
- Chuecatown (2007)
- Отряд Коста-дель-Соль / Brigada Costa del Sol (2019, первый сезон)